# Rankamaïta
La rankamaïta és un mineral de la classe dels òxids. Rep el seu nom del professor Kalervo Rankama (1913–1995), geoquímic finlandès de la Universitat de Hèlsinki.

## Característiques
La rankamaïta és un òxid de fórmula química (Na,K,Pb)(Ta,Nb,Al)₄(O,OH)10. Cristal·litza en el sistema ortoròmbic. La seva duresa a l'escala de Mohs es troba entre 3 i 4.
Segons la classificació de Nickel-Strunz, la rankamaïta pertany a «04.DM - Minerals òxids amb proporció metall:oxigen = 1:2 i similars, amb cations grans (+- mida mitja); sense classificar» juntament amb els següents minerals: sosedkoïta, cesplumtantita, eyselita i kuranakhita.

## Formació i jaciments
Va ser descoberta l'any 1969 a les graves de cassiterita de Mumba, als monts Masisi, a la regió de Kivu Nord de la República Democràtica del Congo. També ha estat descrita a la mina Manono, a Katanga, també a la República Democràtica del Congo, així com a la mina Urubu, a Minas Gerais (Brasil), i als dipòsits de tàntal de Ungursai i Ognevka, al Kazakhstan.